# Melbourne Football Club
Der Melbourne Football Club ist ein Australian-Football-Verein aus Melbourne, Victoria, der in der Australian Football League (AFL) spielt. Die Farben des als  "The Demons" (dt. Die Dämonen) bekannten Clubs sind dunkelblau und rot. Die 1858 gegründeten Demons waren einer der ersten Vereine überhaupt, der für das Spielen einer Football-Sportart ins Leben gerufen wurde.

## Geschichte
Angehörige des Melbourne Cricket Clubs gründeten 1858 den Club, um sich während der Winterpause fit zu halten. Als der erste Verein seiner Art war dieser maßgeblich an der Kodifizierung der Regeln des Australian Football beteiligt. Im Juli 1859 führten die Demons das erste Spiel unter dem neuen Regelwerk gegen South Yarra durch. 1897 gehörte Melbourne zu den Gründungsmitgliedern der Victorian Football League (VFL). Die drei Jahrzehnte zwischen 1933 und 1964 gelten als die glorreichen Jahre der Vereinsgeschichte, die vor allem von Club-Ikone Norm Smith geprägt wurden, der als Spieler und Trainer diese „goldene Ära“ der Demons maßgeblich gestalte. Der Club erreichten in dieser Zeit 13 Grand Finals und konnten dabei zehn Meisterschaften gewinnen. Von 1955 bis 1960 zogen sie unter der Führung von Superstar Ron Barassi jedes Jahr in das Grand Final ein und unterlagen dabei nur ein einziges Mal (1958). 1964 gelang der vorerst letzte Titelgewinn. Danach setzte eine lange Periode des Niedergangs ein, von der sich der Club lange Zeit nicht erholen konnte. Zwar gelangen in den Jahren 1988 und 2000 zwei weitere Teilnahmen am Grand Final, doch insgesamt zählte Melbourne über Jahrzehnte zu den schwächeren Teams der AFL. 2021 gelang dem Team um Kapitän Max Gawn jedoch der erste Titelgewinn seit 57 Jahren durch einen spektakulären 140:66-Finalsieg gegen die Western Bulldogs.

## Fans
Die enge Verzahnung mit dem Melbourne Cricket Club hatte für die Demons sowohl Vor- (so durften sie als erstes Football-Team den Melbourne Cricket Ground für ihre Heimspiele nutzen) als auch Nachteile. Da Angehörige des MCC automatisch das Recht hatten, alle Heimspiele der Demons zu besuchen, blieb die Mitgliederzahl traditionell niedrig und ist bis heute im Vergleich zu Teams wie den Collingwood Magpies oder den Hawthorn Hawks mit etwa 35.000 eher gering. Zudem hatte Melbourne aufgrund dieser Verbindung den Ruf, ein Club des "Establishments" zu sein.

## Erfolge
- Meisterschaften (13): 1900, 1926, 1939, 1940, 1941, 1948, 1955, 1956, 1957, 1959, 1960, 1964, 2021
- McClelland Trophy (4): 1955, 1956, 1958, 1990, 2021